# Amedei
L'Amedei è un'azienda italiana specializzata nella produzione di cioccolato artigianale 
ed è ritenuta una delle eccellenze nazionali del settore.

## Storia
L'azienda è una delle quattro aziende di cioccolato artigianali della provincia di Pisa (assieme a De Bondt, Menichetti e Trinci) e fa parte del tessuto produttivo della cosiddetta chocolate valley toscana, sviluppatosi a partire dagli anni Ottanta del XX secolo.
L'azienda è stata fondata nel 1990 da due fratelli Alessio e Cecilia Tessieri Rabassi, in precedenza proprietari di una società commerciale di prodotti di pasticceria, cui dettero il nome della nonna. Cecilia aveva acquisito un'esperienza di mâitre chocolatier in Francia e Svizzera,, ed è stata una delle prime donne a dedicarsi a questa attività. Il fratello maggiore Alessio si è occupato soprattutto degli accordi commerciali con i produttori e rivenditori di cacao.
Nel 1998 iniziò la ricerca di nuove fave per arrivare al controllo dell'intera filiera produttiva.
Nel 2006, 2007, 2008 la London Academy of chocolate le ha conferito l'oscar della cioccolata.
Nel 2014 è iniziata la collaborazione con Sammontana.

## Sede
La sede è una vecchia fonderia di ghisa nella frazione di La Rotta, nel 2006 ulteriormente riadattata ed ampliata. La superficie è di 2500 m².

## Prodotti

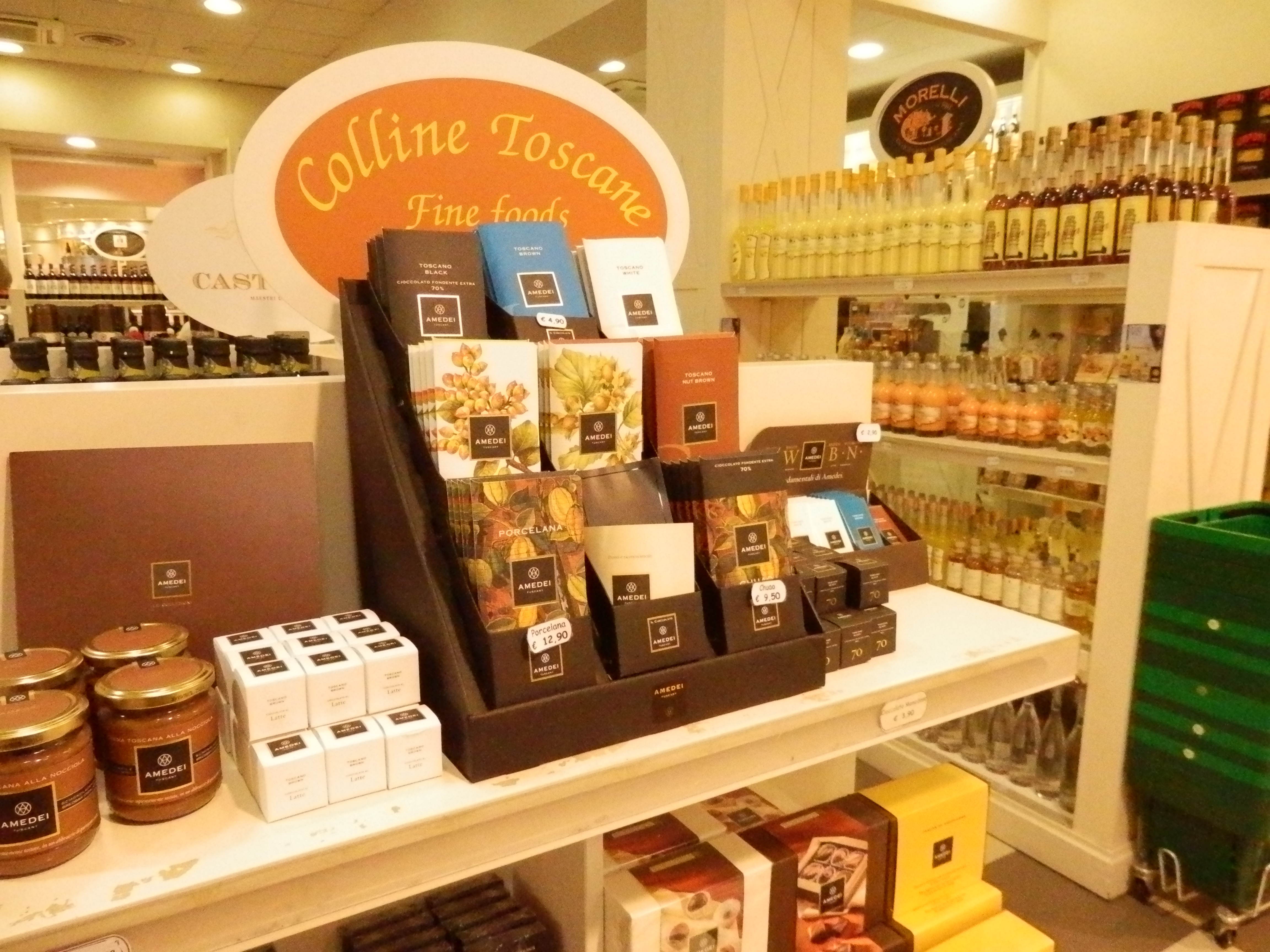
Prodotti della Amedei in vendita presso l'Aeroporto di Pisa.

L'azienda segue un processo produttivo classico e ha controllo su tutte le fasi di lavorazione, che si svolgono in loco nel comune di Pontedera: torrefazione, molitura con macine di pietra, raffinazione della pasta e concaggio, che si esegue in vasche a temperatura controllata per circa 72 ore.
Dall'inizio degli anni Duemila controlla la sua filiera produttiva (produzione, fermentazione, essiccazione) con l'acquisto di una propria piantagione di cioccolato. Si tratta della prima compagnia ad aver acquistato le proprie piantagioni.
L'Amedei aveva un rapporto privilegiato con la hacienda cacaotera venezuelana di Chuao (Aragua), mentre altri prodotti utilizzano varietà precolombiano di cacao proveniente dalla regione di Piura, risalenti al XVII secolo e coltivate in piantagioni ancora impostate su base artigianale invece che industriale, a causa della loro inaccessibilità. L'importazione di cioccolato dal Chuao fu teatro di una guerra commerciale con i francesi di Valrhona che avevano in passato rifiutato di collaborare con Amedei e fino all'arrivo di quest'ultima acquistavano la totalità della produzione locale.
La Amedei risolse la disputa nel 2002 acquistando il cioccolato a un prezzo sei volte superiore (9 dollari al chilo invece di 1.3 o secondo altre fonti tre volte superiore) e offrendosi di sponsorizzare la squadra di baseball della piantagione.
I prodotti sono 120. La Amedei si è fatta conoscere per tre prodotti in particolare: il Toscano Black, il Chuao e il Porcelana.

### Toscano Black
introdotto nel 1998, il Toscano Black 70% è una delle varietà di punta dell'azienda, uno dei prodotti più ricercati.

### Porcelana
Il Porcelana, il cui nome deriva dal colore bianco dei semi di cacao, è ritenuta fra le più costose cioccolate al mondo, con un gusto di mandorla tostata e olio d'oliva.